# エンテロバクター属
エンテロバクター属はグラム陰性の非芽胞形成通性嫌気性の桿菌で真正細菌の一属。属名は腸の(entero)菌(bacter)に由来する。
土壌、水や汚水、糞便中にみられる。ブタンジオール発酵を行い、フォーゲス・プロスカウエル(VP)テスト陽性である。クエン酸塩利用テスト陽性でムコン酸、ラクトースを代謝する事ができる。体温付近で最も増殖し、GC比は52から60。4から6本の鞭毛を持ち運動性がある。日和見感染、尿路感染症の原因菌の一つ。